# Chongqing Tongliang Long
El Chongqing Tongliang Long (en chino simplificado, 重庆铜梁龙足球俱乐部) es un equipo de fútbol de China que juega en la Primera Liga China, la segunda división nacional.

## Historia
El club fue fundado en diciembre de 2021 por la Asociación Municipal de Fútbol de Chongqing y el Gobierno del Distrito de Tongliang. El nombre del club está inspirado en la danza del dragón la cual se originó en el distrito de Tongliang.
El 8 de agosto de 2022 se firmó una colaboración estratégica entre el Chongqing Municipal Sports Bureau, Chongqing Tongliang District People's Government y el club con el fin de promover el desarrollo del deporte en Chongqing.
El 2023 es campeón de la Segunda Liga China y logra el ascenso a la Primera Liga China para la temporada 2024.

## Palmarés
- China League Two: 1

2023